# Festival de La Roque-d'Anthéron
El festival de La Roque-de Anthéron es un festival internacional de piano, fundado en 1981 por Paul Onoratini (1920-2010), entonces alcalde de La Roque-d'Anthéron y René Martin, de la Dirección Regional de Asuntos Culturales, que buscaban crear un festival de piano.
Desarrollándose a cielo abierto, cada verano, en el parque del Castillo de Florans, es reconocido hoy día como una de las grandes citas musicales de Europa. Algunos no vacilan en apodarlo como "la Meca del piano".

## Intérpretes
Es el lugar de encuentro de todos los talentos pianísticos, reuniendo tanto a los nuevos jóvenes talentos como a aquellos de fama consolidada.

Entre los artistas invitados se pueden citar a Martha Argerich, Nelson Freire, Boris Berezovsky, Youri Egorov, Evgeny Kissin, Zhu Xiao-Mei, Marc-André Hamelin, François-Frédéric Guy, Claire Désert, Nikolaï Lugansky, Brigitte Engerer, Arcadi Volodos, Anne Queffélec, Alexandre Tharaud, Marie-Josèphe Jude, Hélène Grimaud o Mauricio Vallina, que actúan regularmente en este festival. 

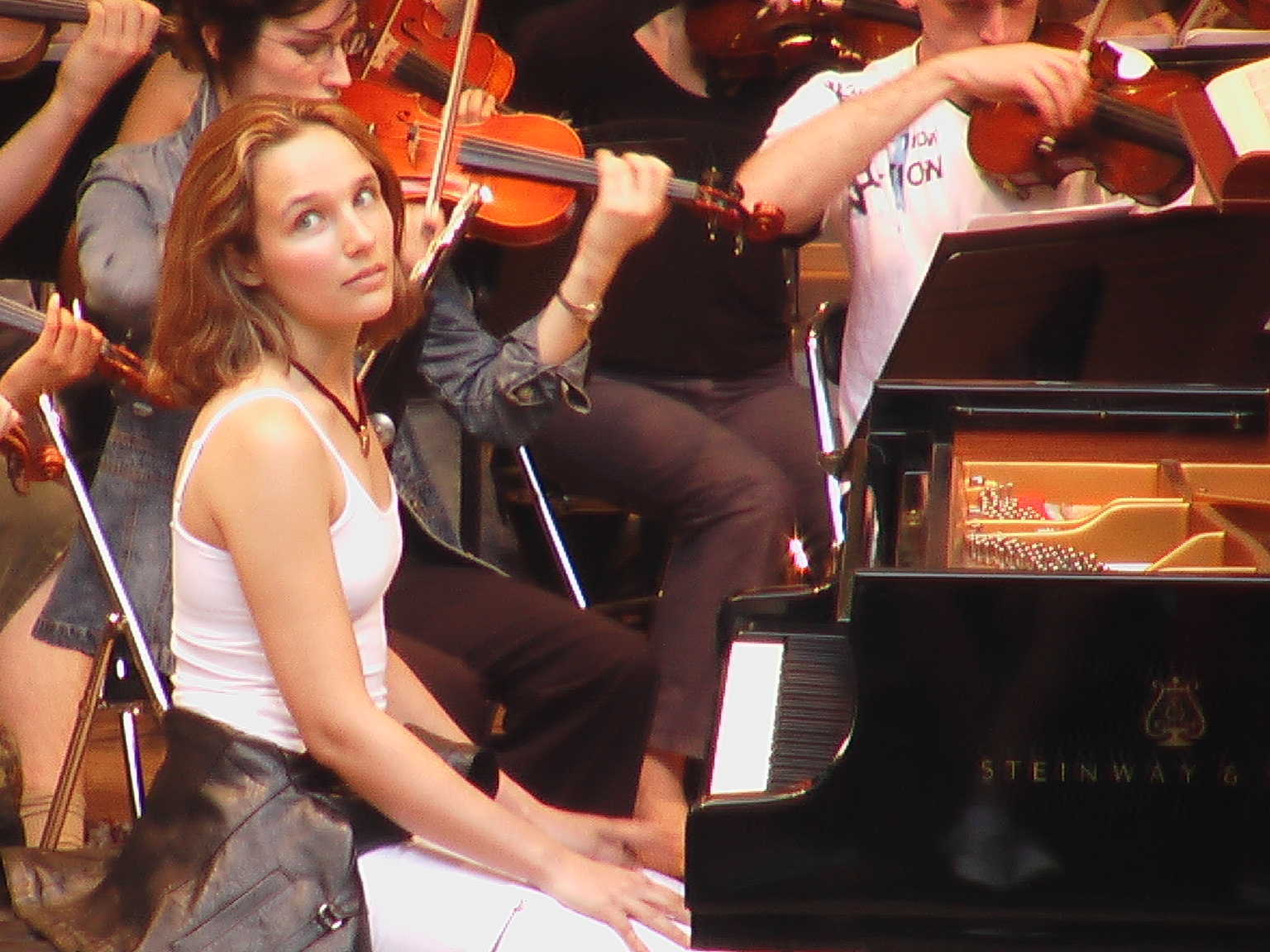
Hélène Grimaud en un ensayo en 2004
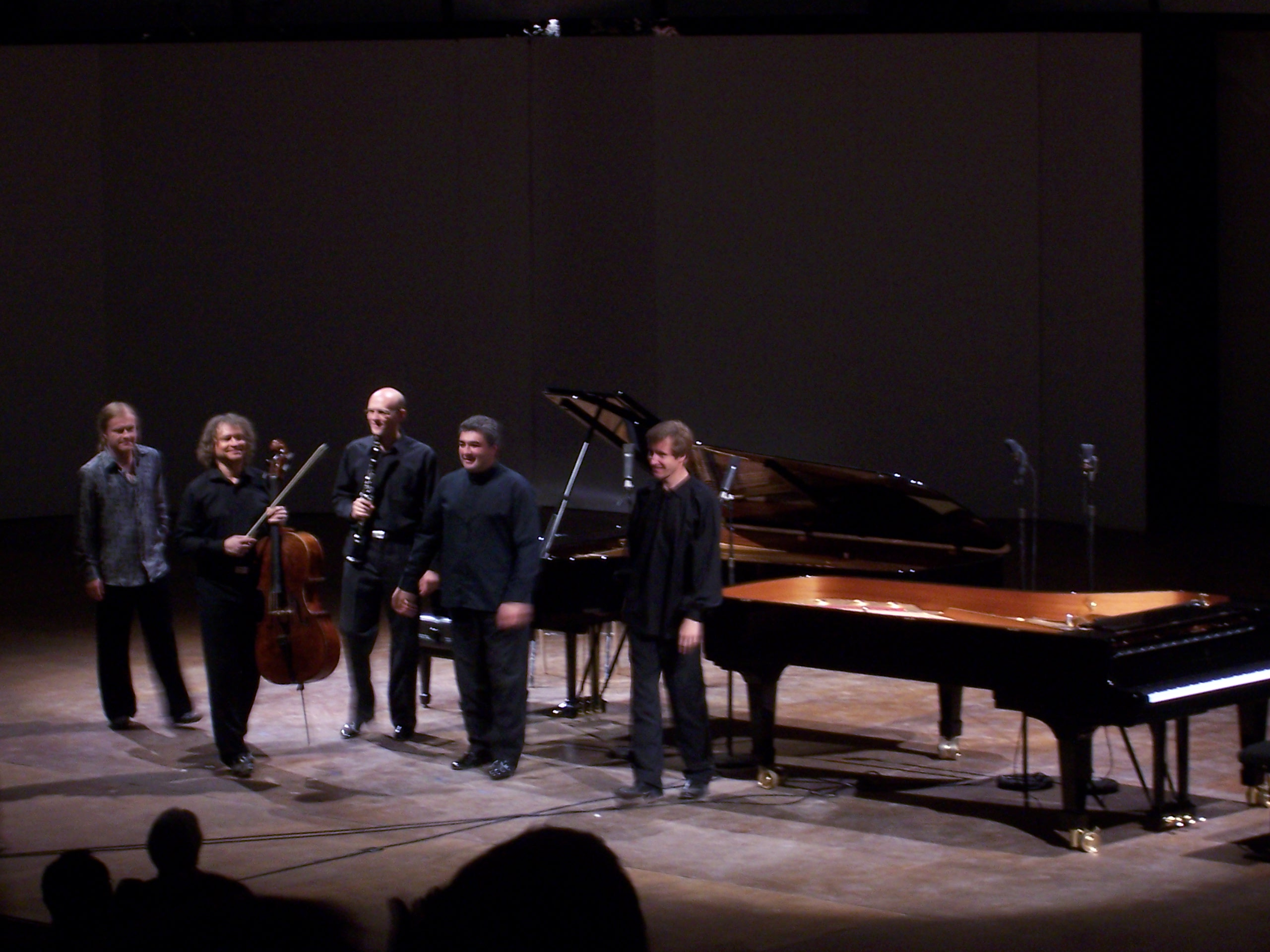
Nikolaï Lugansky en 2008

Aunque el festival esté centrado en el piano, también participan formaciones orquestales como el Concerto Köln o la Orquesta de Cámara de Lausana, o pequeñas formaciones de cámara (Gautier y Renaud Capuçon, Trío Wanderer...), así como varios conjuntos barrocos,  músicos de jazz o de música electrónica...
El piano es a veces reemplazado por un clavecín, un órgano, un pianoforte, un clavicordio o incluso un piano de juguete... 
Los conjuntos en residencia son pequeñas formaciones de música de cámara formadas por jóvenes músicos, venidos a La Roque-de Anthéron para estudiar en las máster clases de los grandes maestros del piano. Actúan también en varios pueblos de los alrededores de "La ruta de la Durance a las Alpilles", en conciertos gratuitos que permiten descubrir a estos artistas del mañana.

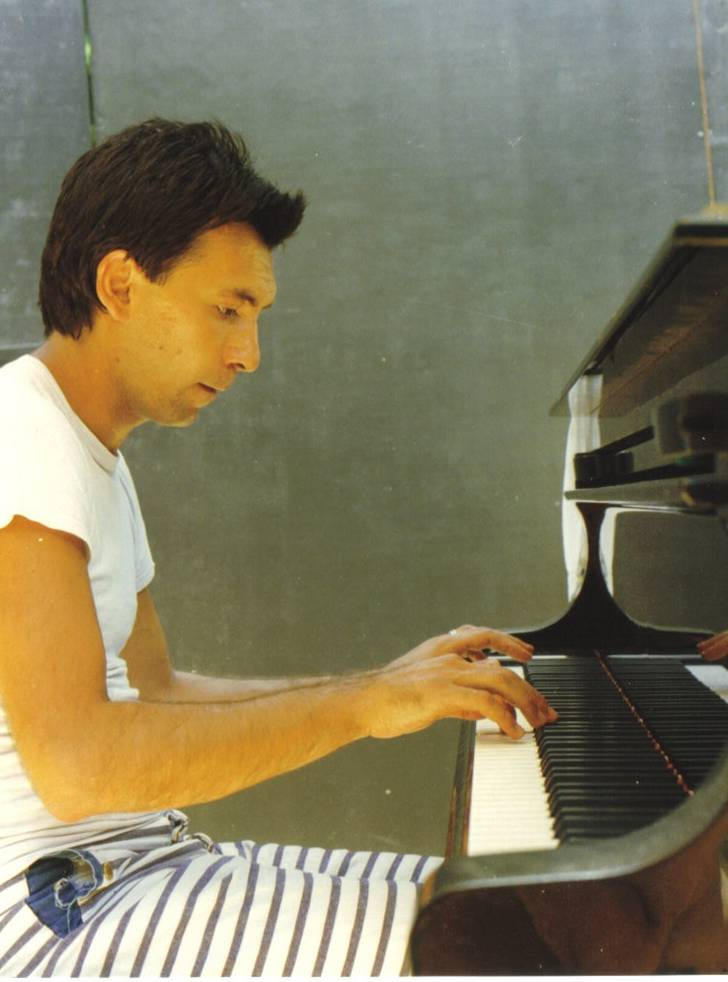
Youri Egorov en un ensayo

Los conciertos tienen lugar en diversas localizaciones variadas, no siempre ubicadas en el pueblo propiamente dicho:

## Lugares de los conciertos
- Parque del Castillo de Florans: Auditorio al aire libre, es la sede clave del festival.

- Teatro Forbin: Otro auditorio al aire libre, ubicado en el parque Florans, previsto para un número más reducido de espectadores y sus conciertos presentan a la nueva generación de pianistas.

- Abadía de Silvacane: En el claustro o la nave de la abadía se desarrollan principalmente conciertos de música barroca.

- Templo de Lourmarin

- Iglesia de La Roque-de Anthéron

- Étang des Aulnes: Esta sede se encuentra en San Martín-de-Crau, a 60 km de La Roque de Anthéron. Se trata de otro auditorio a cielo abierto, con un marco y una acústica aventajada.

- Canteras de Rognes: En esta decoración natural de piedras, a 9 km de la Roque-de Anthéron, se concentran los conciertos de jazz, música para piano del siglo XX y música electrónica.